# Irène van de Weetering
Irène van de Weetering (ook Irene van de Weetering of Irene Donner) (1939 of 1941) is een Nederlands feministe en politica. Eind jaren zestig was zij een jaar lid van de gemeenteraad van Amsterdam namens Provo.

## Jonge jaren
Van de Weetering groeide op in een gezin met zes kinderen in Den Haag. Haar vader was nachtwaker bij De Bijenkorf, en was in de jaren dertig lid geweest van de anarchistische groepering De Moker. Op zeventienjarige leeftijd verhuisde ze naar Amsterdam, waar ze op achttienjarige leeftijd een relatie begon met de schaker Hein Donner. Eind 1959 raakte ze zwanger van Donner. Ze trouwden begin 1960, hoewel Van de Weetering er geen bezwaar tegen had om ongehuwd moeder te worden.

## Witte Wijvenplan
In 1966 meldde ze zich bij Provo, waar ze ideeën over seksuele vrijheid voor vrouwen, seksuele voorlichting en geboortebeperking ontwikkelde. Ze verzette zich onder andere tegen de autoriteit van het geloof, dat volgens haar verwrongen denkbeelden over seksualiteit neerzette. Een van haar ideeën was het Witte Wijvenplan, gericht op het voorkomen van ongewenste zwangerschappen door betere voorlichting en anticonceptie. Ze publiceerde dit in Provo 8 van 14 april 1966. Toen Provo besloot aan de gemeenteraadsverkiezingen mee te doen kwam Van de Weetering op de tweede plaats op de Provo-lijst. In een interview met dagblad De Tijd pleitte ze voor een tweedaagse werkweek.

## Arrestatie
Bij de gemeenteraadsverkiezingen in Amsterdam op 1 juni 1966 haalde Provo een zetel. 's Avonds trok een groep provo's van het Amstelveld naar het Huis van Bewaring aan de Amstelveenseweg waar Hans Tuynman en Koosje Koster vastzaten. Van de Weetering - die eerder die avond brieven voor Tuynman en Koster had afgegeven - werd gearresteerd, evenals de journalist Wibo van der Linde, die de provo's volgde met een cameraman en een belichter. Carel Enkelaar van de Nederlandse Televisie Stichting (NTS) besloot het filmpje van de arrestatie van Van de Weetering niet uit te zenden. De volgende dag werd ze weer vrijgelaten, nadat ze een schriftelijke verklaring had ondertekend waarin ze beloofde zich drie maanden niet schuldig te zullen maken aan strafbare feiten en niet te zullen deelnemen aan bijeenkomsten die de openbare orde verstoorden of zouden kunnen verstoren. Uit protest tegen de wijze waarop zijn vrouw behandeld was liet Hein Donner de Koninklijke Nederlandse Schaakbond (KNSB) weten dat hij weigerde voor Nederland uit te komen.
Van de Weetering reisde eind juni met Provo-lijsttrekker Bernhard de Vries naar Londen, waar zij twee fietsen wit schilderden op Trafalgar Square en premier Wilson een brief aanboden. Van de Weetering complimenteerde de Britse premier met de organisatie van het politie-apparaat in Engeland.
Op 12 september 1966 werd Van de Weetering vrijgesproken inzake het in de nacht van 1 op 2 juni niet voldoen aan een tot driemaal gegeven politiebevel zich te verwijderen uit de omgeving van het Huis van Bewaring aan de Amstelveenseweg. Wel werd ze veroordeeld tot een boete van vijf gulden omdat ze bij het Huis van Bewaring over het gras had gelopen - wat de officier van justitie, die twintig gulden boete had geëist, "een brutale stunt" noemde.

## Gemeenteraad
Toen Bernhard de Vries in februari 1967 aankondigde met het raadswerk te willen stoppen, kwam Van de Weetering als eerste in aanmerking om hem op te volgen. Om persoonlijke redenen zag zij echter van het raadslidmaatschap af. De Vries werd opgevolgd door de nummer drie op de lijst, Luud Schimmelpennink. Toen Schimmelpennink na anderhalf jaar vond dat hij alles wel gezegd had volgde Van de Weetering hem in juni 1968 op. Ze had zich voorgenomen zich in te spannen voor krotopruiming, binnenstadsproblemen, en weggelopen kinderen. Van de Wetering verzocht met raadslid J. Steijger (PSP) om maatregelen tegen politieambtenaren die ten onrechte optraden tegen zogeheten Damslapers. Ze diende een gewijzigde versie van haar Witte Wijvenplan in; niet alleen pubermeisjes maar ook puberjongens zouden halfjaarlijks moeten worden opgeroepen voor medisch onderzoek en een gesprek. Ook ondersteunde ze een voorstel van de PSP om hearings te houden over de bouw van een nieuw stadhuis.
Op 17 september 1969 werd haar Witte Wijvenplan door de gemeenteraad verworpen. Ook Van de Weetering zelf stemde tegen het pre-advies dat was uitgebracht, omdat ze de toelichting van wethouder Verheij onvoldoende vond. Tijdens dezelfde zitting nam ze afscheid van de gemeenteraad. Van de Weetering werd als Provo-raadslid opgevolgd door Roel van Duijn.
In 1988 studeerde Van de Weetering politicologie en werkte ze in de bibliotheek van de Stichting Centrum voor Volwassenen Onderzoek.

## Persoonlijk
Van de Weetering was van 1960 tot 1968 gehuwd met de schaker Hein Donner, met wie zij twee kinderen kreeg.

## Trivia
- Rond 1970 beheerde Van de Weetering een kindercrèche, toendertijd een nieuw fenomeen in Nederland.[21]
- Bij de gemeenteraadsverkiezingen 2014 in Amsterdam stond Van de Weetering zevende op de kandidatenlijst van Ouderen Partij Amsterdam (OPA). Ze kreeg 43 stemmen. Lijsttrekker was Luud Schimmelpennink. OPA behaalde geen zetel.[22]